# Władysław Babiński
Władysław Babiński (ur. 2 maja 1921 w Cieszynie, zm. 5 maja 2001 tamże) – polski działacz hokejowy, trener hokejowy, sędzia piłkarski i hokejowy. Związany z Piastem Cieszyn.

## Życiorys

### Wczesne życie
Władysław Babiński od wczesnych lat był związany ze sportem. Był wszechstronnym sportowcem, uprawiającym hokej na lodzie, piłkę nożną, pływanie oraz tenis stołowy. Jednak świetnie zapowiadającą się karierę sportową przerwał wybuch II wojny światowej, po czym Babiński wstąpił do partyzantki. Oddział dywersyjny, do którego należał, skutecznie wymykał się faszystom, którzy ciągle zastawiali na nich pułapki, jednak Babiński ostatecznie został pojmany przez gestapo. Mimo licznych tortur nie wydał organizacji, do której należał, w wyniku czego gestapo wydało na niego karę śmierci, jednak został odbity przez wojska Armii Czerwonej, które zmierzały do Berlina, po czym Babiński wrócił do Cieszyna.

### Działalność społeczna
Babiński w wyniku ran odniesionych w czasie II wojny światowej, nie mógł kontynuować kariery sportowej, w związku z czym postanowił rozpoczął działalność społeczną. W 1946 roku założył drużynę hokejową Piasta Cieszyn, w której był kierownikiem i prezesem oraz wraz Rudolfem Brennerem, Rudolfem Szymikiem i Tadeuszem Tomanem założył sekcję tenisa stołowego. Był w tym czasie również sędzią piłkarskim i hokejowym: w latach 1947–1959 prowadził ok. 600 meczów piłkarskich oraz w latach 1947–1962 prowadził 420 meczów hokejowych. W 1949 roku założył w sekcję hokeja na trawie, w skład drużyny wchodzili zawodnicy hokeja na lodzie, dzięki czemu mieli oni wyrobić kondycję, co początkowo nie spotykało się z aprobatą działaczy klubu, jednak z czasem sekcja zaczęła odnosić sukcesy: m.in. występy w ekstraklasie, a także w tym samym roku był przez kilka miesięcy selekcjonerem reprezentacji Polski w hokeju na lodzie.
Wkrótce rozpoczął pracę w ZEM CELMA. W latach 1952–1954 był prezesem, a następnie wiceprezesem Stali Cieszyn. W 1962 roku został prezesem Okręgowego Związku Hokeja na Lodzie w Katowicach oraz wiceprezesem PZHL, gdzie pracował w kolegium sędziowskim. W 1967 roku, z powodu pogarszającego się stanu zdrowia musiał zrezygnować z działalności społecznej, jednak w 1969 roku wrócił do działalności społecznej, zostając wraz z Rudolfem Cieślarem, Alfredem Mazurem, Robertem Weberem i Władysławem Zotyką wiceprezesem powstałego 14 sierpnia 1969 roku w wyniku fuzji Piasta Cieszyn i Stali Cieszyn, klubu KS Cieszyn, a także członkiem zarządu PZHL.
Był także wiceprzewodniczącym komitetu budowy pływalni w Cieszynie, przewodniczącym komitetu społecznego budowy sztucznego lodowiska oraz aktywnie uczestniczył w budowie hali i pawilonu sportowego. 17 grudnia 1979 roku KS Cieszyn powrócił do starej nazwy – Piast Cieszyn. 27 kwietnia 1981 roku, na pierwszym po zmianie nazwy, zebraniu sprawozdawczo-wyborczym, uroczyście pożegnano Babińskiego.

## Odznaczenia
- Medal 1000 lat Sportu Polskiego
- Odznaka Grunwaldzka
- Odznaka „Przodownik Pracy Socjalistycznej”
- Odznaka „Za Zasługi dla województwa bielskiego”
- Odznaka „Zasłużony – ZEM CELMA”
- Srebrny Krzyż Zasługi
- Złota odznaka „Zasłużony Działacz Kultury Fizycznej”
- Złota odznaka „Zasłużony Działacz PZHL”
- Złota odznaka „Zasłużony Działacz PZPN”

## Śmierć
Władysław Babiński zmarł 5 maja 2001 roku w Cieszynie.